# Ma femme est épatante
Pour plus de détails, voir Fiche technique et Distribution.
Ma femme est épatante (I Married a Woman) est un film américain réalisé par Hal Kanter, sorti en 1958.

## Fiche technique
- Titre français : Ma femme est épatante[1]
- Titre original : I Married a Woman
- Réalisation : Hal Kanter
- Scénario : Goodman Ace
- Photographie : Lucien Ballard
- Montage : Kennie Marstella
- Musique : Cyril J. Mockridge
- Société de production : RKO Pictures
- Pays de production : États-Unis
- Genre : comédie
- Date de sortie : 
  - États-Unis : 1958
  - France : 29 juin 1960[1]

## Distribution
- George Gobel : Marshall 'Mickey' Briggs
- Diana Dors : Janice Blake Briggs
- Adolphe Menjou : Frederick W. Sutton
- Jessie Royce Landis : Mrs Blake
- Nita Talbot : Miss Anderson
- William Redfield : Eddie
- Stephen Dunne : Bob Sanders
- John McGiver : Girard
- Steve Pendleton : Photographe
- Parmi les acteurs non crédités :
- Stanley Adams : Cabbie
- Harry Cheshire : Texan à la cabine téléphonique
- Lou Lubin : le tailleur
- Philo McCullough : patron du nightclub
- Jack Mulhall : vieux flic
- Snub Pollard : garçon d'ascenseur
- Julius Tannen : Tim Smith
- Angie Dickinson : une femme
- Bess Flowers : une femme
- John Wayne : Lui-même